# Cladonia crustacea
Cladonia crustacea är en lavart som beskrevs av Ahti. Cladonia crustacea ingår i släktet Cladonia och familjen Cladoniaceae.   Inga underarter finns listade i Catalogue of Life.